# Herbert Weil
Herbert Weil (23. ledna 1914 Děčín – 5. listopadu 1944 Ghyvelde) byl československý občan židovsko-německého původu a příslušník Československé samostatné obrněné brigády.

## Život

### Před druhou světovou válkou
Herbert Weil se narodil 23. ledna 1914 v Děčíně v židovsko-německé rodině. Vystudoval obchodní akademii a začal pracovat jako úředník. Ve třicátých letech se přihlásil k české národnosti díky otci získal i americké občanství.

### Druhá světová válka
Po německé okupaci se Herbertu Weilovi díky americkému pasu podařilo 30. dubna 1939 opustit Protektorát Čechy a Morava a vycestovat do Palestiny. Odtud pokračoval do Marseille, kde se 22. listopadu 1939 přihlásil do řad Československé armády v zahraničí. Zúčastnil se bojů ve Francii. Po pádu Francie v červnu 1940 se evakuoval do Spojeného království a stal se příslušníkem 2. tankového praporu Československé samostatné obrněné brigády. Od října 1944 se brigáda účastnila obléhání Dunkerku. Dne 5. listopadu 1944 padl během útoku na německé pozice, když byl u vesnice Ghyvelde smrtelně raněn střepinou granátu. Pohřben je na vojenském hřbitově v Adinkerke. Dosáhl hodnosti desátníka.

## Posmrtná ocenění

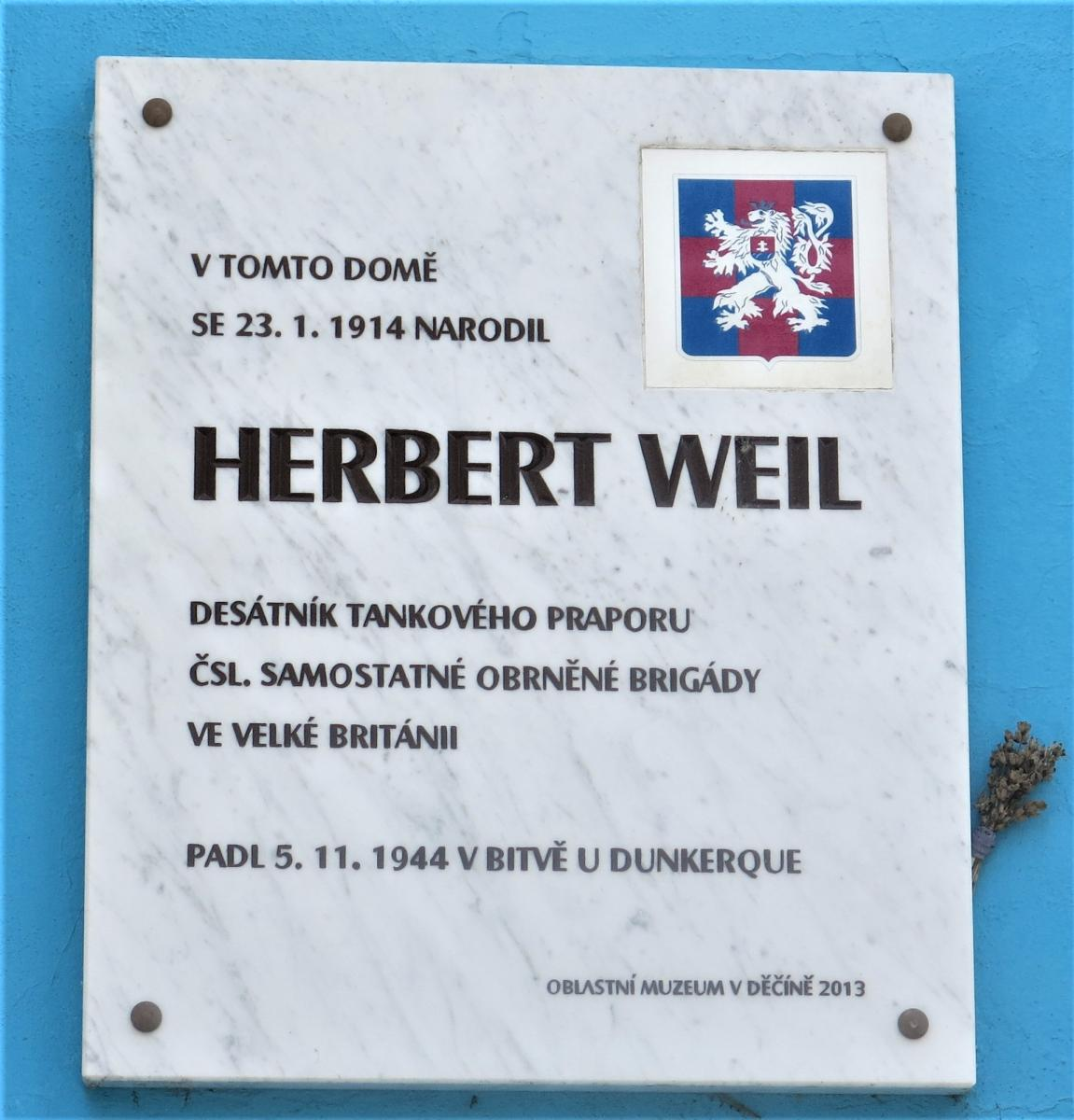
Pamětní deska Herberta Weila na jeho rodném domě v Děčíně

- Herbertu Weilovi byla na jeho rodném domě v Křížové ulici v Děčíně v roce 2013 odhalena pamětní deska[1]